# Esbjerg Motorsport
 Ikke at forveksle med Esbjerg Motorsport Auto.
Esbjerg Motorsport (EMS) er en motorsports klub der startede i 1929. I dag (2024) køres der kun speedway i klubben. Klubben deltager pr. 2024 i Speedwayligaen under navnet Esbjerg Vikings.
Klubben er en af de mest traditionsrige i Danmark og blev danske mestre i 2012, 2013 og 2023.

## Eksterne links
- Esbjerg Motorsport Arkiveret 2. december 2013 hos  Wayback Machine